# Florian Dorel Bodog
Florian Dorel Bodog (n. 6 septembrie 1971, Oradea, România) este un medic chirurg, specialist în chirurgie plastică și reparatorie, senator al României și ministru al sănătății în Guvernele Grindeanu și Tudose.
La alegerile parlamentare din decembrie 2012 este ales senator din partea Partidului Social Democrat, în Circumscripția electorală nr. 5 Bihor, Colegiul 4, iar în urma alegerilor parlamentare din luna decembrie 2016, obține al doilea mandat de senator PSD, ales în aceeași circumscripție electorală. În data de 4 ianuarie 2017 este numit ministru al sănătății în Guvernul PSD-ALDE. În perioada 3 mai 2012 - 19 decembrie 2012 deține funcția de Secretar de Stat în Ministerul Sănătății, responsabil cu coordonarea activității de relații internaționale și a unităților subordonate ale ministerului, dar și cu coordonarea departamentelor de Sănătate Publică și Control în Sănătate Publică. Pentru o perioadă de aproape un an, 2011 - mai 2012, ocupă fotoliul de Director de cabinet al ministrului sănătății. Între anii 2010-2011 ocupă funcția de director, tot în cadrul Ministerul Sănătății, la Direcția Sănătate Publică și Control în Sănătate Publică, un statut pe care îl reia, pentru aproximativ o lună de zile, în mai 2012.  
Între anii 2009-2010 este numit Manager al Spitalului Clinic Județean Oradea. În perioada 05.05.2008 - 10.02.2012 deține funcția de Prodecan al Universității din Oradea, Facultatea de Medicină și Farmacie. Din 1998 până în prezent a exercitat o serie de funcții și activități în domeniul didactic și al cercetării științifice în cadrul acestei instituții, astfel: 2008 – prezent - conferențiar universitar, 01.01.2005-01.03.2008 secretar științific, 2002-2008 șef lucrări, 1999-2002 asistent universitar, 1998-1999 preparator universitar. 
În Senat, Florian Dorel Bodog a fost secretar al Comisiei pentru Sănătate Publică și membru al Comisiei Speciale Comune a Camerei Deputaților și Senatului pentru Aderarea României la Spațiul Schengen. În activitatea sa, a semnat 99 de inițiative legislative, a emis 91 de declarații politice, 98 de întrebări, 18 interpelări, 6 interpelări adresate prim-ministrului și 171 de luări de cuvânt în plenul Senatului. De asemenea, a fost membru al Forumului Parlamentar European pentru Populație și Dezvoltare și membru în grupurile de prietenie cu Republica Liban, Elveția, Republica Lituania, Republica Algeriană Democratică și Populară, Republica Federală Germania.

## Controverse
Pe 30 august 2021 Florian Bodog a fost trimis în judecată de DNA pentru abuz în serviciu și fals intelectual